# Кальмейль, Луи Флорантен
Луи Флорантен Кальмейль (фр. Louis Florentin Calmeil; 9 сентября 1798, Иверсе, Первая французская республика — 11 марта 1895) — французский психиатр, ученик Эскироля.
После смерти учителя (1840) Кальмей занял его место директора заведения для душевнобольных в Шарантон, около Парижа. Многочисленные специальные научные исследования Кальмея разбросаны во французских медицинских журналах, преимущественно 1830-х и 1840-х. Из них особенно выделяются работы, давшие понимание мозговых поражений при прогрессивном параличе помешанных — болезни, которая до него была неверно понимаема в анатомическом отношении. Капитальный труд Кальмейля — двухтомное сочинение «О безумии с точки зрения патологии, философии, истории и права» (фр. «De la folie considérée sous le point de vue pathologique, philosophique, historique et judiciaire etc.», 1845), посвященное истории средневековых психических эпидемий. В 1824 впервые дал название «абсанс» явлению, впервые описанному его учителем в 1815.

## Список произведений
- Луи Флорантен Кальмейль. О безумии с точки зрения патологии, философии, истории и права = De la folie considérée sous le point de vue pathologique, philosophique, historique et judiciaire etc. — Paris: J.-B. Bailliere, 1845. — 534 с.;